# Les Rues aux lampadaires cassés
Les Rues aux lampadaires cassés (en russe : Улицы разбитых фонарей, Oulitsy razbitykh fonareï) est une série télévisée policière russe, créée par Alexandre Kapitsa et diffusée du 4 janvier 1998 au 3 juin 2019 sur TNT (première saison), puis sur NTV et sur Pervy Kanal.
Les sujets de la première et (en partie) de la deuxième partie s'inspirent des œuvres de l'écrivain et journaliste, ancien policier Andreï Kivinov. La série compte 16 saisons. Il raconte la vie quotidienne des agents de militsia, et plus tard, à partir de la 12e saison, de la police. Chaque épisode est une enquête policière distincte.

## Fiche technique
- Titre français : Les Rues aux lampadaires cassés[2]
- Titre original : Улицы разбитых фонарей
- Réalisation : Alexandre Rogojkine (1), Vladimir Bortko (1), Viktor Boutourline (1), Iskander Khamrayev (1), Dmitri Svetozarov (1)
- Scénario : Andreï Kivinov (1), Igor Agueïev (2)
- Musique : Andreï Sigle (1-2), Andreï Ivanov (3-)
- Pays d'origine : Russie
- Format : Couleurs - 35 mm - Mono
- Genre : série policière
- Durée : 16 saisons
- Date de sortie : 1998

## Distribution
- Iouri Kouznetsov : Yuri Petrenko, lieutenant-colonel de police (saisons 1 à 5)
- Leonid Kouravliov : Andreï Erchov, colonel de police (saisons 6 à 8)
- Alexandre Polovtsev : Oleg Solovets, colonel de police (saisons 1 à 16)
- Sergueï Seline : Anatoli Doukalis
- Mikhaïl Troukhine : Viatcheslav Volkov
- Alexeï Nilov : Andreï Larine
- Anastassia Melnikova : Anastassia Abdoulova
- Oleg Andreïev : Andreï Rydanov.
- Lilia Gourova : Anna Pronina, mère de la jeune fille décédée (saison 8)
- Boris Kliouïev : Alexeï Merzliakine, major général de police (saisons 13 à 16)